# デルタ・シー・アンド・エス
株式会社デルタ・シー・アンド・エスは、島根県浜田市原井町に本社を置く自動車シートの裁断･縫製等を行う企業。デルタ工業の100％子会社。

## 沿革
- 2011年 - 「株式会社デルタ・シー・アンド・エス」設立。浜田工場の稼動開始。
- 2015年 - 雲南工場の稼動開始[2]。

## 主要事業所
- 本社･浜田工場 -  島根県浜田市原井町3025番地3
- 雲南工場 - 島根県雲南市木次町山方1285-2